# AOK Rheinland-Pfalz/Saarland

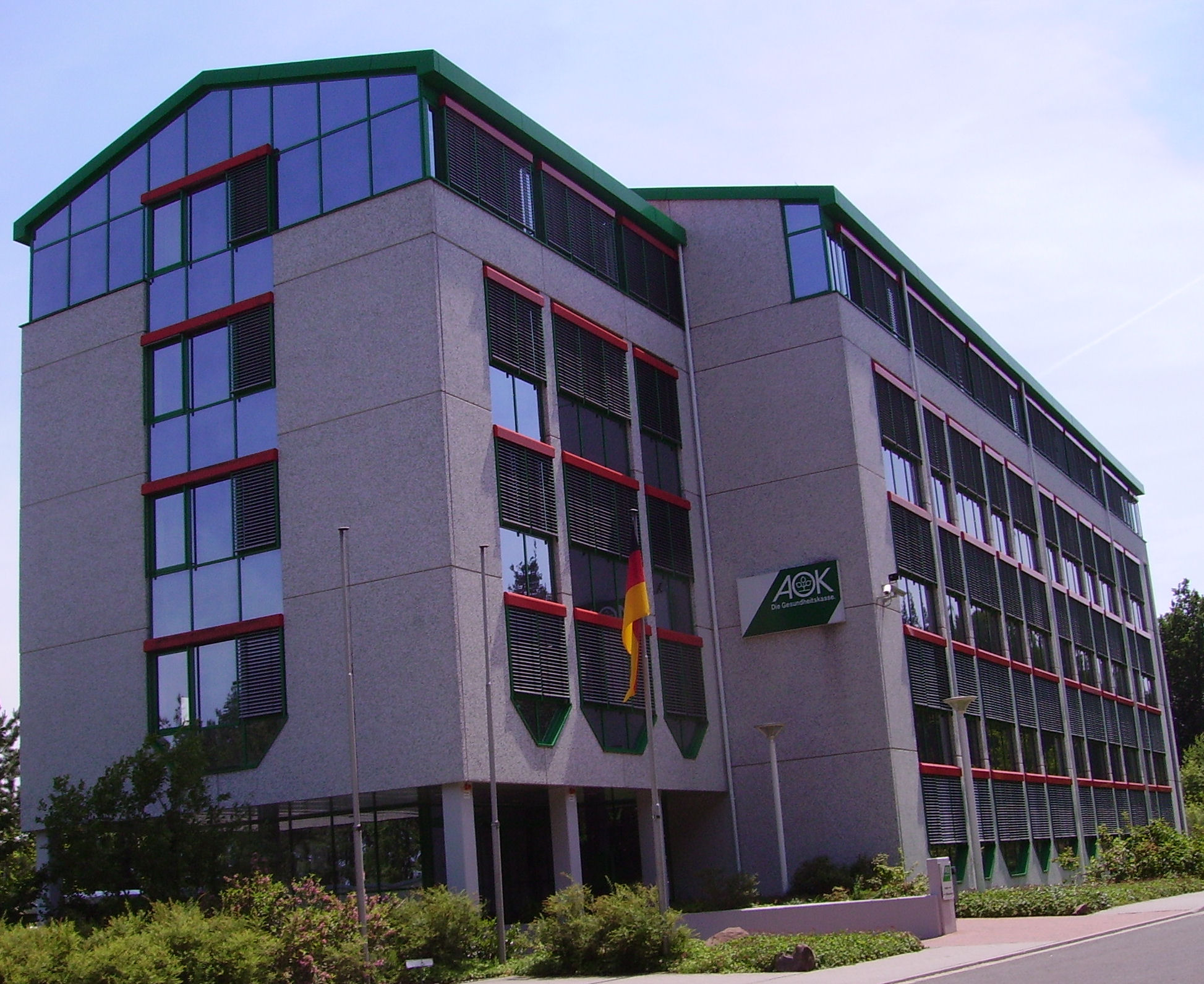
Verwaltungsgebäude der AOK Rheinland-Pfalz/Saarland in Eisenberg

Die AOK Rheinland-Pfalz/Saarland – Die Gesundheitskasse (AOK RLP/SL) ist eine Allgemeine Ortskrankenkasse für die Länder Rheinland-Pfalz und das Saarland. Als Krankenkasse und Pflegekasse ist sie eine Körperschaft des öffentlichen Rechts. Sie entstand am 1. März 2012 durch die Fusion zwischen der AOK Saarland und der AOK Rheinland-Pfalz.

## Allgemeines
Der Sitz der AOK Rheinland-Pfalz/Saarland ist die Direktion im pfälzischen Eisenberg, dort befindet sich ebenfalls das Bildungszentrum. Die AOK Rheinland-Pfalz/Saarland ist mit mehr als 1,2 Millionen Versicherten, 3500 Mitarbeiter sowie 32 Kundencentern die größte Krankenkasse im Südwesten Deutschlands. Neben den 32 Kundencentern bietet die AOK Rheinland-Pfalz/Saarland auch rund 300 Mitarbeiter-Servicestellen und einen hauptamtlichen Außendienst für eine wohnortnahe Kundenbetreuung an.

## Geschichte
Zum 1. März 2012 fusionierte die AOK Rheinland-Pfalz mit der AOK Saarland, einhergehend mit dem neuen Namen AOK Rheinland-Pfalz/Saarland.
Am 1. Januar 2014 übergab der langjährige Vorstandsvorsitzende, Walter Bockemühl, sein Amt an Irmgard Stippler. Zum 1. April 2018 wurde Martina Niemeyer zur neuen Vorstandsvorsitzenden ernannt. Die promovierte Astrophysikerin übernahm damit das Amt von Irmgard Stippler, die in den Vorstand der AOK Bayern wechselte.
Das Haushaltsvolumen der AOK Rheinland-Pfalz/Saarland beträgt rund 5 Milliarden Euro; der Marktanteil liegt bei circa 26 Prozent. Die Zahl der Beschäftigten liegt bei 3500.

## Verwaltungsrat
Der AOK-Verwaltungsrat besteht je zur Hälfte aus Versicherten- und Arbeitgebervertretenden (paritätische Besetzung).
Alternierende Vorsitzende des Verwaltungsrates sind Bernd Vogler (Arbeitgebervertreter) und Susanne Wingertszahn (Versichertenvertreterin). Über die Zusammensetzung des Verwaltungsrates wird alle sechs Jahre in einer Sozialwahl entschieden. Der Verwaltungsrat mit 30 Mitgliedern der Gesundheitskasse trifft die strategischen sowie unternehmenspolitischen Entscheidungen, die für die AOK von grundsätzlicher Bedeutung sind. So entscheidet er zum Beispiel über Satzungsfragen, wählt den Vorstand, stellt den Haushalt auf und legt den kassenindividuellen Beitragssatz fest.

## Beitragssätze
Von 2009 bis 2014 wurden die Beitragssätze vom Gesetzgeber einheitlich vorgegeben. Seit 2023 erhebt sie einen Zusatzbeitrag von 1,8 Prozent.